# Вирикс, Ян
Ян (Йоханнес) Вирикс (нидерл. Jan, Johannes, Hans Wierix; 1549, Антверпен — 1620, Брюссель) — фламандский рисовальщик и гравёр, издатель гравюр Золотого века искусства Нидерландов. Мастер репродукционной гравюры в технике офорта. Представитель большой семьи фламандских рисовальщиков и гравёров, работавших в Антверпене и Брюсселе. Старший брат гравёра Иеронима Вирикса (1553—1619).

## Биография

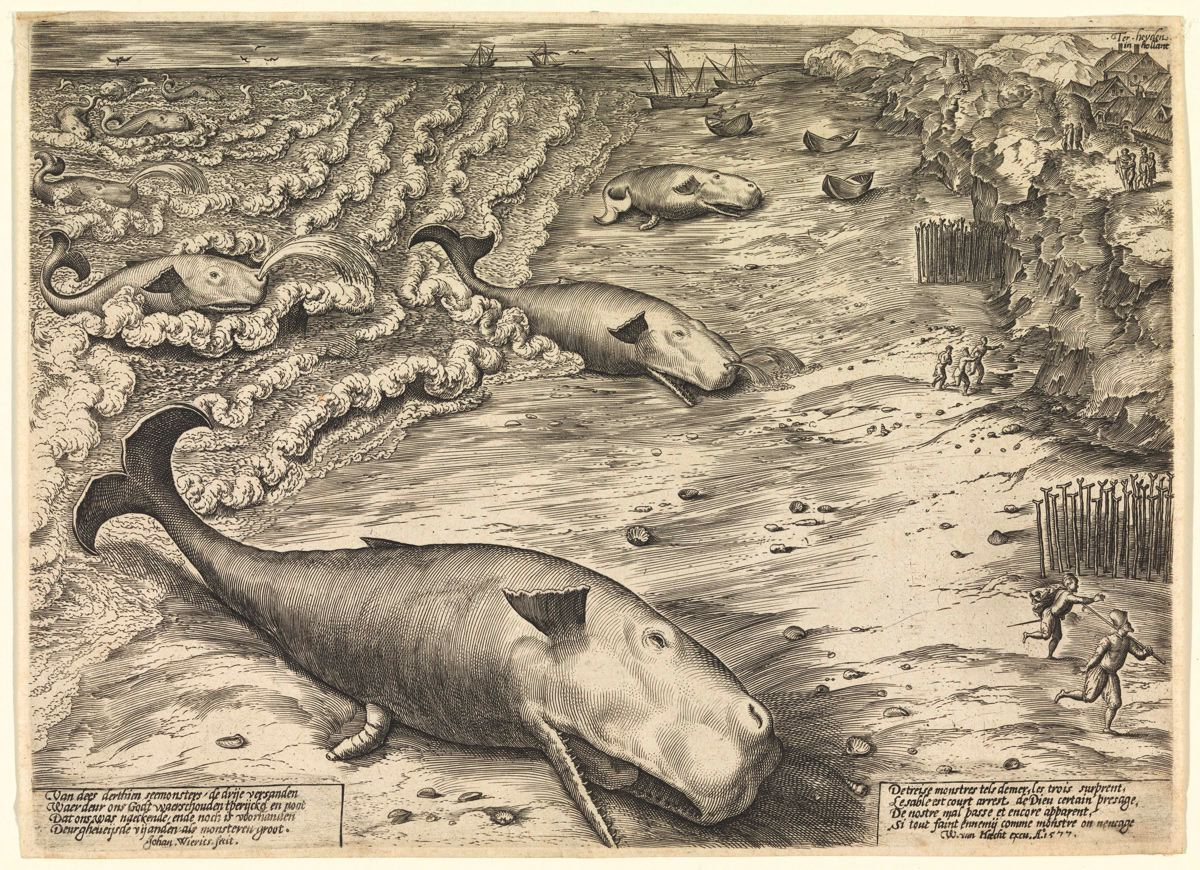
Три выброшенных на берег кита. 1577. Офорт

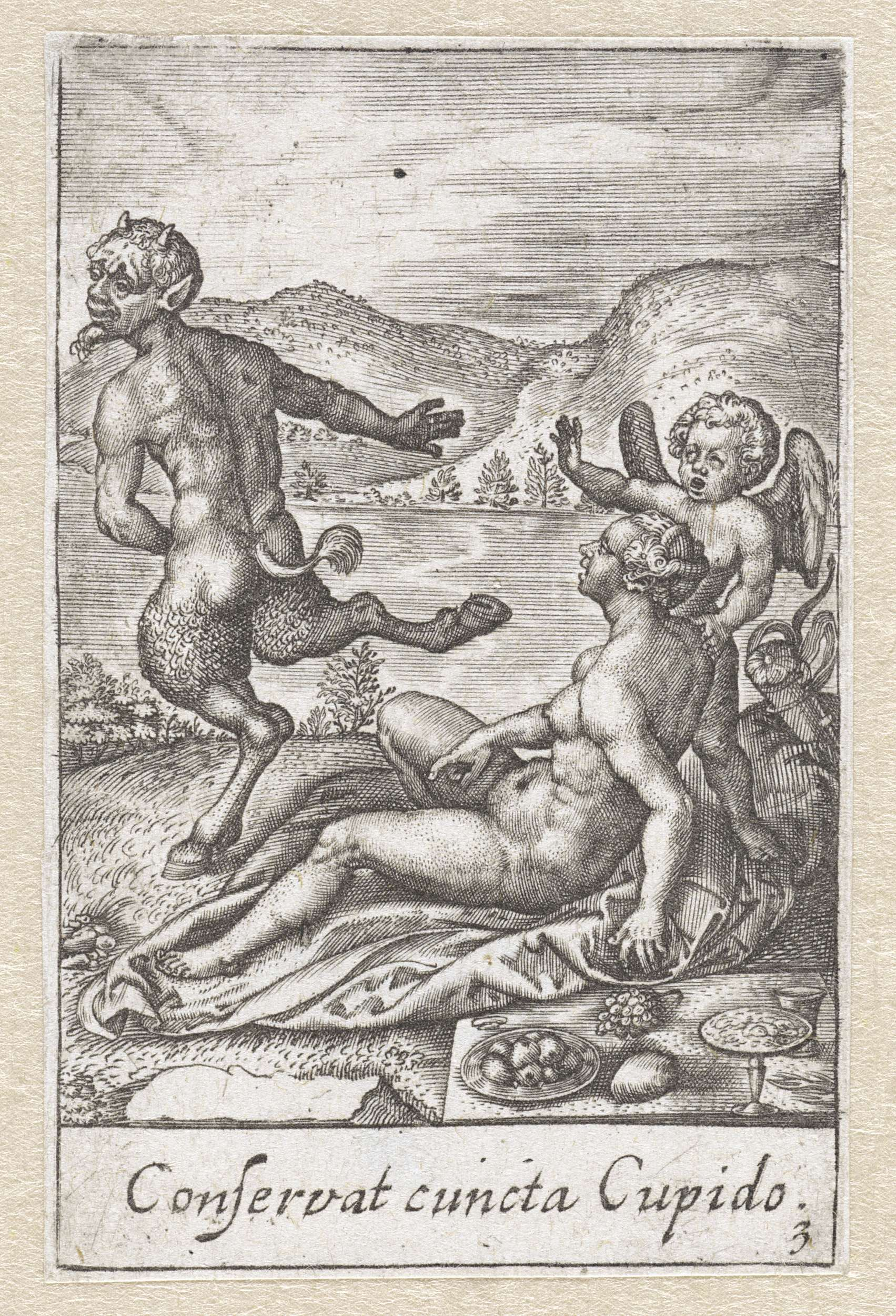
Торжество добродетели над похотью. 1600. Офорт

Ян Вирикс родился в Антверпене, Брабант (герцогство)Брабант (Южные Нидерланда). Его отец мастер-мебельщик и краснодеревщик (фр. menuisier) Антон Вирикс (Верикс) Первый (ок. 1520—1572) поступил в Гильдию Святого Луки Антверпена в 1545 году, где был записан как краснодеревщик. Его братья стали известными гравёрами: Иероним (1553—1619), Антон (Антоний) Второй (ок. 1552—1604), Иоанн. Братья, вероятно, учились искусству гравирования, как было принято в то время, у мастера-ювелира, в то время как Антон Второй, вероятно обучался у старшего брата, которым скорее всего был Ян. Перечисленные как лютеране во время падения Антверпена в 1585 году, все члены семьи вскоре после этих событий обратились в католичество.
Ян и Иероним и Ян, вероятно, начали учиться гравированию вместе. В семье имелись оттиски гравюр известных мастеров, и братья делали копии, датированные 12-летним возрастом Иеронима и 14-летним возрастом Яна (как ученики они не имели права подписывать работу, но добавляли свой возраст и дату). Выполненные ими копии гравюр Альбрехта Дюрера этого периода до настоящего времени ценятся коллекционерами.
В 1569 году Ян Вирикс начал работать на известного издателя Христофора Плантена. Все три брата имели дурную репутацию из-за беспокойного нрава, непорядочного поведения и пьянства, о чём свидетельствует письмо Плантена, написанное в 1587 году священнику-иезуиту Фердинанду Хименесу. В письме Плантен жалуется, что тот, кто хочет нанять братьев Вирикс, должен искать их в тавернах, оплачивать их долги и штрафы, следить, чтобы они возвращали инструменты, так как они могут попросту их заложить. Также он писал, что после нескольких дней работы братьев опять придётся искать по тавернам. Плантену регулярно приходилось оплачивать долги Яна. Но это не помешало Яну стать мастером-гравёром, зарегистрированным в Гильдии Святого Луки в Антверпене в 1572-1573 годах.
В 1576 году Ян женился на Елизавете Блумстейн, от которой у него было трое детей, хотя вначале он оставил её жить в Делфте с 1577 по 1579 год.
Оба брата, Иероним и Ян, присоединились к Гильдии Святого Луки Антверпена в 1572 году. Ян (Йоханнес), вероятно, обучал брата Антона Второго, а Иероним — Антона Третьего. Братья часто работали вместе, но Йоханнес переехал в Делфт в 1577—1579 годах, вероятно, в результате разграбления Антверпена испанцами в 1576 году, известного как «Испанская ярость». Затем он вернулся в Антверпен почти на двадцать лет (возможно, это был его лучший период) и ненадолго переехал в Гаагу, а затем примерно на рубеже веков поселился в Брюсселе, где оставался до своей смерти.
В 1577 году он создал знаменитую гравюру с изображением выброшенных на берег китов на пляже Тер-Хейде. После чего он получил заказы на изготовление небольших овальных портретов выдающихся жителей Делфта. Вернувшись в 1579 году в Антверпен, Ян Вирикс работал не только на Плантена, но также на других известных художников: Ханса Лифринка, Яна-Батиста Вринтса, Филиппа Галле, Геррита Де Йоде, Уильяма ван Хехта, Годеварда ван Хехта и вдову Иеронима Кока, которая продолжила издательское дело после смерти своего мужа. Иногда Ян сам издавал свои собственные гравюры. Он был настолько востребован, что мог потребовать такую высокую цену за свою работу, что Плантен не всегда мог нанять его для публикации своих проектов.
Последнее упоминание присутствия Яна Вирикса в Антверпене датируется 1594 годом. Впоследствии он был зарегистрирован как живущий в Брюсселе, где он был нанят брюссельским судом эрцгерцога Эрнста Австрийского. К 1601 году он, возможно, уже переехал в Брюссель, так как 28 июля того же года он не появился в Антверпене для урегулирования сделки, связанной с семейной собственностью. Тем не менее первая запись о его проживании в Брюсселе датируется 1612 годом.
Братья были записаны как лютеране в 1585 году, но, поскольку позже они проделали большую работу для иезуитов, кажется вероятным, что после этой даты они снова обратились в католичество. Их сотрудничество с иезуитами началось с иллюстраций для издания «Заметки и размышления о Евангелиях» (Adnotationes et Meditationes in Evangelia), проекта, инициированного основателем ордена святым Игнатием Лойолой перед его смертью в 1556 году. Он нанял литератора-иезуита Жерома Надаля подготовить текст, и более полутора сотен рисунков были награвированы разными художниками, в основном итальянскими. Они были задуманы как модели точного изображения евангельских событий и отчасти как ответ Контрреформации протестантской критике католической иконографической традиции. Плантен согласился опубликовать эту работу, но издание не состоялось из-за «Испанской ярости» 1576 года. В конце концов гравюры были опубликованы в отдельном от текста томе в 1593 году под названием «Изображения евангельских рассказов» (Evangelicae Historiae Imagines) и переиздавались ещё в XVIII веке.
Среди многих реплик этих гравюр были, выполненные на дереве миссионерами-иезуитами в Китае, а издания, подаренные правителю Эфиопии, оказали значительное влияние на иконографию произведений местных художников.
Ещё одной важной публикацией, над которой работал Ян Вирикс, был сборник из двадцати трёх гравированных портретов художников по оригиналам Доминика Лампсония, опубликованный в 1572 году под названием «Изображения некоторых знаменитых художников Нижней Германии» (Pictorum aliquot celebrium Germaniae inferioris effigies).
Умер Ян Вирикс в Брюсселе.

## Творческое наследие
Братья Вирикс были продуктивными мастерами: в их общем каталоге зарегистрировано 2333 гравюры и большая часть принадлежит Яну Вириксу. Гравюры Вириксов отличаются вниманием к деталям и тонкой техникой офортного штриха.
Все братья работали в нескольких издательствах, но также публиковали свои собственные гравюры, в общей сложности почти половину своей продукции: Иероним сам опубликовал около 650 гравюр, Ян 325 и Антон Второй 125. Ян Вирикс проделал для Плантена больше работ, чем Иероним, к 1576 году награвировав более 120 пластин. Большая их часть основана на композициях других художников, будь то картина, рисунок или гравюра. В амбициозных оригинальных композициях братья не могли сравниться с работами своего прославленного современника Хендрика Гольциуса и других голландских гравёров, но они создали несколько заметных произведений.
Вместе с другими членами семьи Ян Вирикс внёс большой вклад в распространение и признание нидерландского искусства за рубежом, а также в создание искусства, которое поддерживало католицизм в Южных Нидерландах. Ян Вирикс был также широко известен своими миниатюрными зарисовками пером.
Некоторые гравюры Яна ошибочно приписывали его брату Иерониму, потому что свои работы он подписывал монограммой: «IHW» или «HW», в которой литера «H» означает одну из кратких форм его имени — «Hans», но можно прочитать и как «Hieronymus».
Он также часто сотрудничал с Мартеном де Восом, ещё одним продуктивным фламандским художником. Ян Вирикс был талантливым рисовальщиком, сохранилось около 250 рисунков, подписанных его именем или приписываемых ему. Рисунки обычно хранятся в альбомах и входят в различные библейские серии, из которых три сборника посвящены эпизодам Книги Бытия и пять циклов на тему Страстей Христа. Его рисунки коллекционировали, знатоки восхищалась виртуозной техникой и мастерством выполнения мелких деталей. Переплетённый том выставлен в Художественном музее Уолтерса (Балтимор, США).
Время от времени Ян работал серебряным штифтом (инструмент художников Итальянского Возрождения) на пергаменте. Единственным подписанным рисунком, выполненным серебряным штифтом, является портрет Иеронима Бека. Он хранится в музее герцога Антона Ульриха в Брауншвейге.
Помимо создания собственных композиций, Ян гравировал рисунки Франса Флориса, Гиллиса Мостарта и Криспина ван ден Броека.

## Галерея

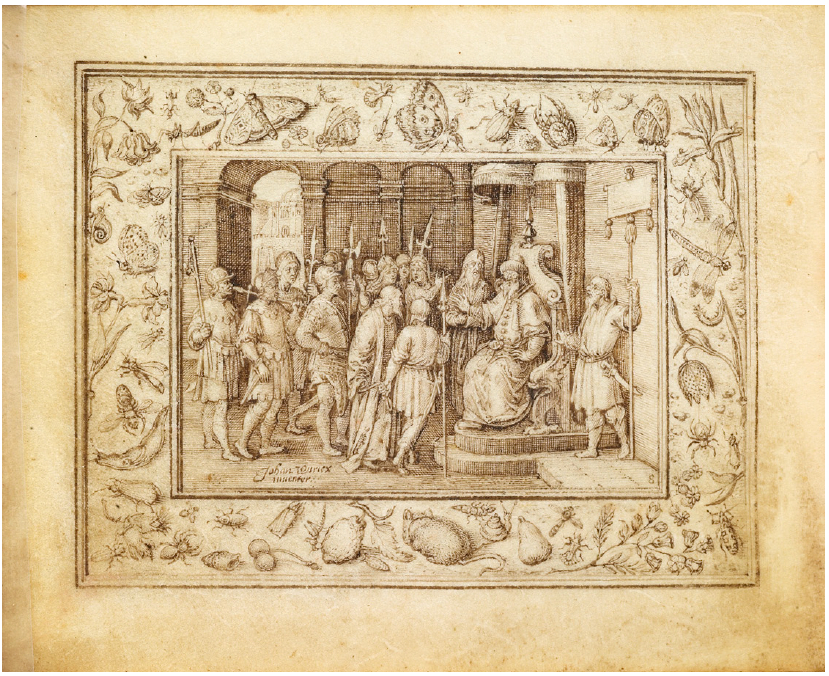
Христос перед Пилатом. Между 1548 и 1602. Бумага, перо, сепия. Художественный музей Уолтерса, Балтимор, США
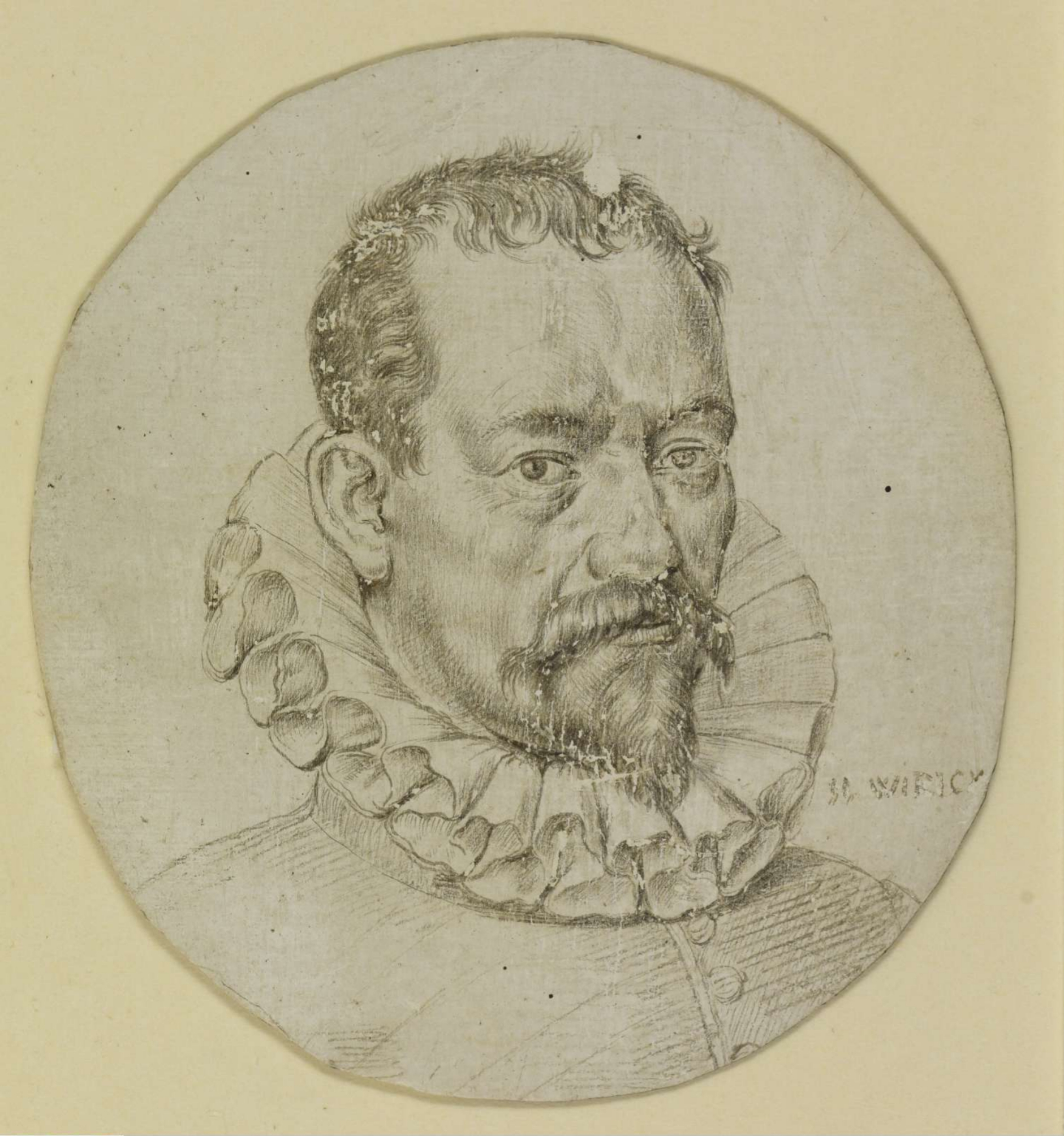
Портрет Иеронима Бека. 1597. Пергамент, серебряный штифт
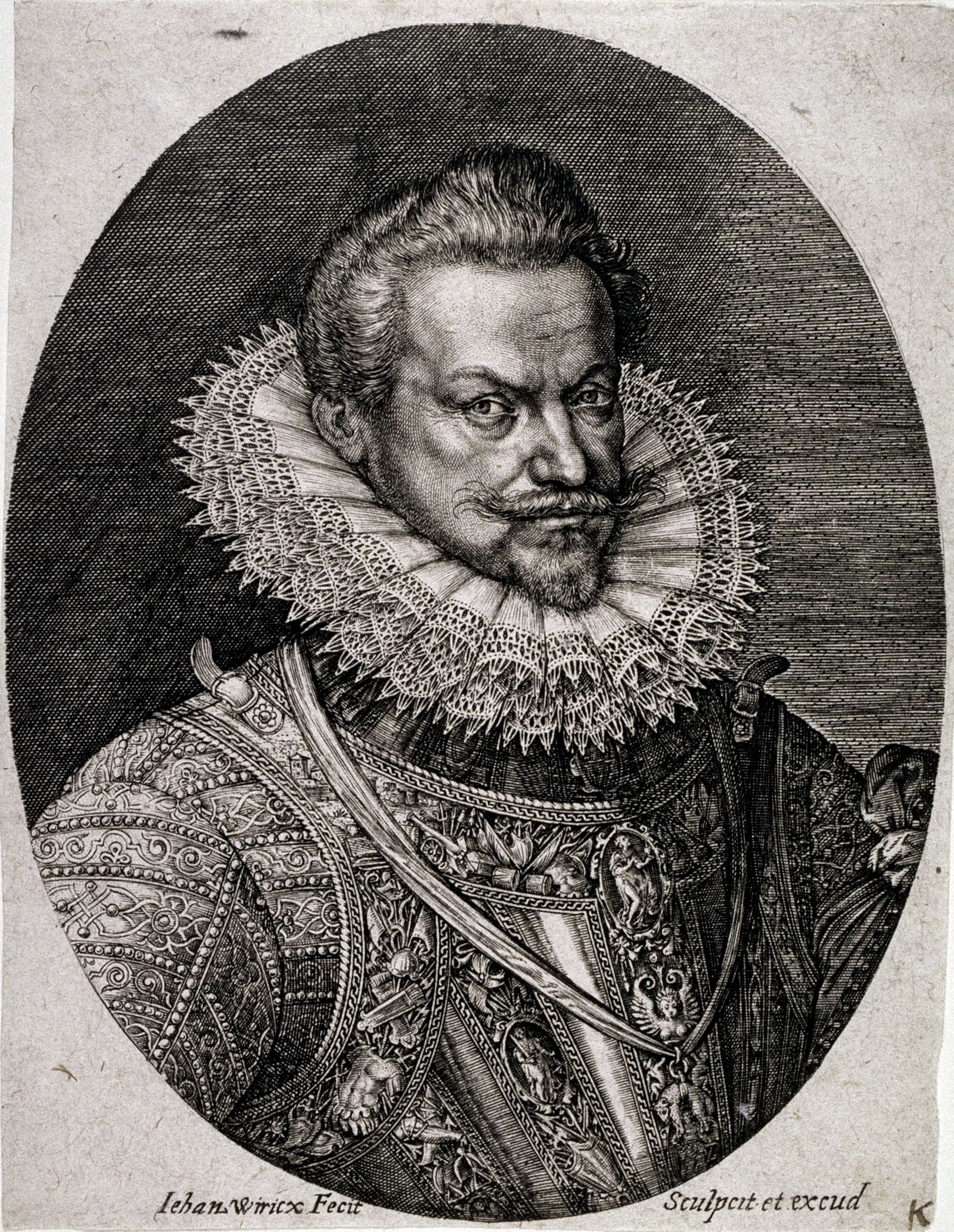
Портрет Филиппа Вильгельма Оранского. Офорт
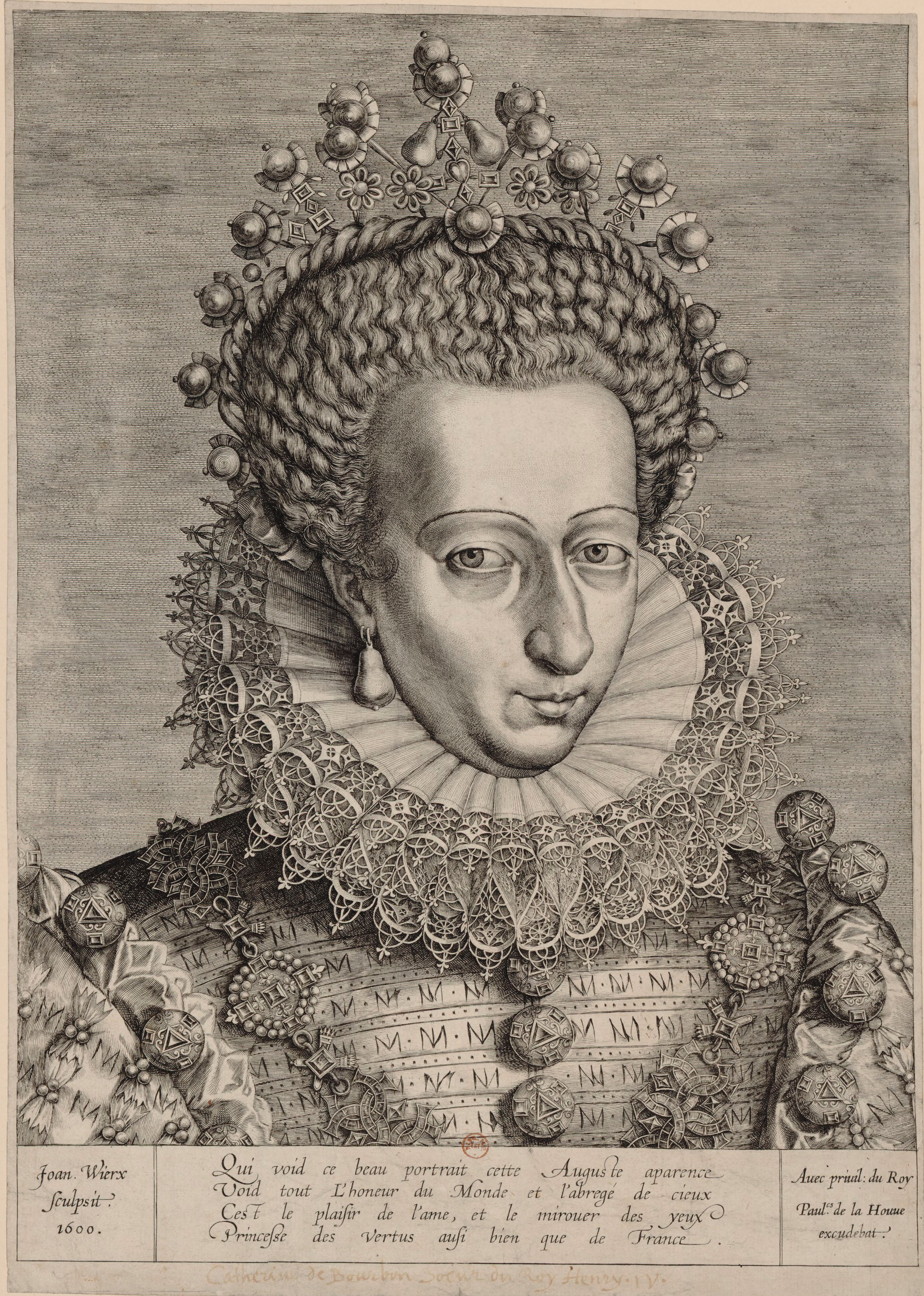
Портрет Екатерины де Бурбон Наваррской. 1600. Офорт
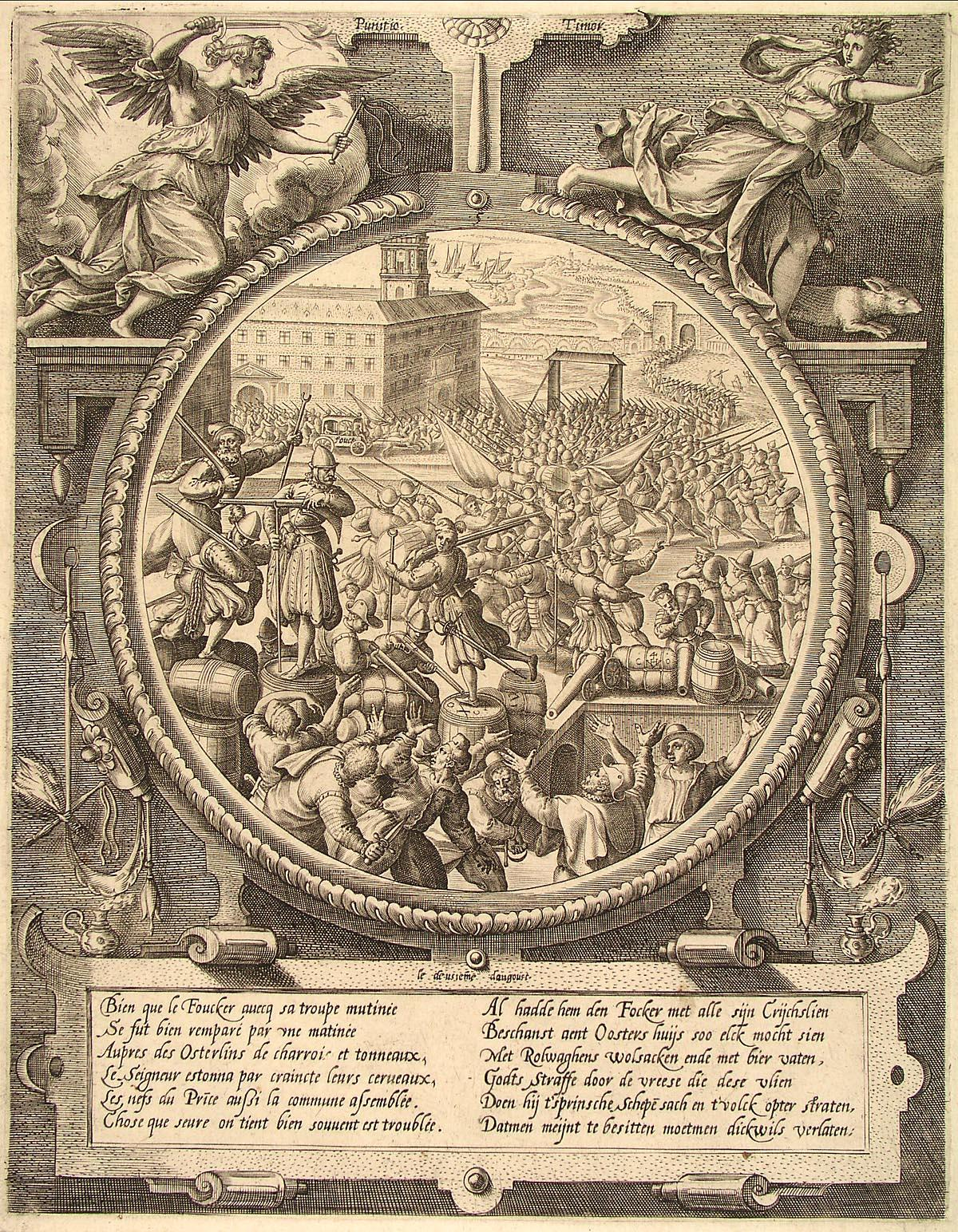
Отступление германцев после осады Берген-оп-Зома, 1577 год. 1578. Офорт
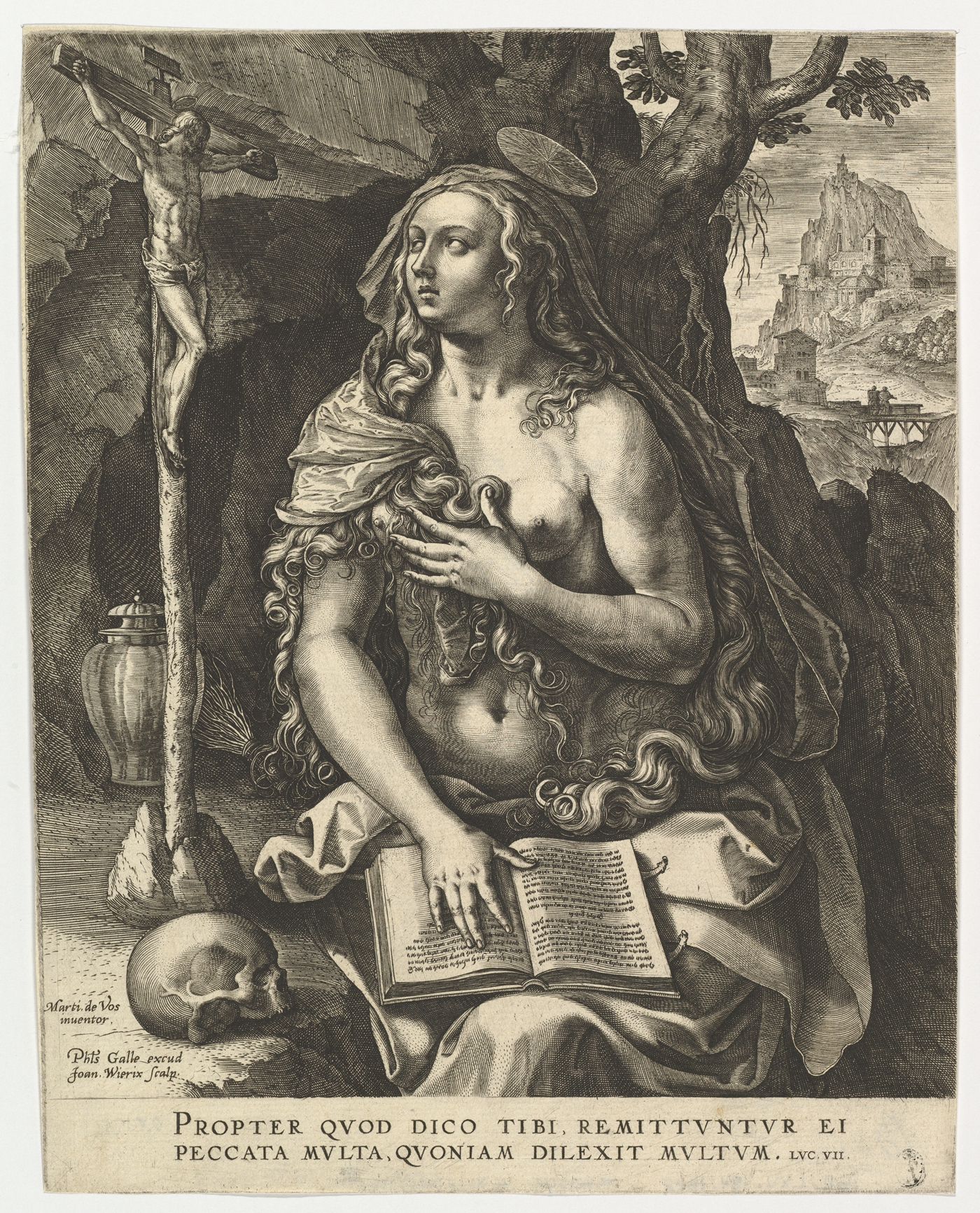
Кающаяся Мария Магдалина. Офорт
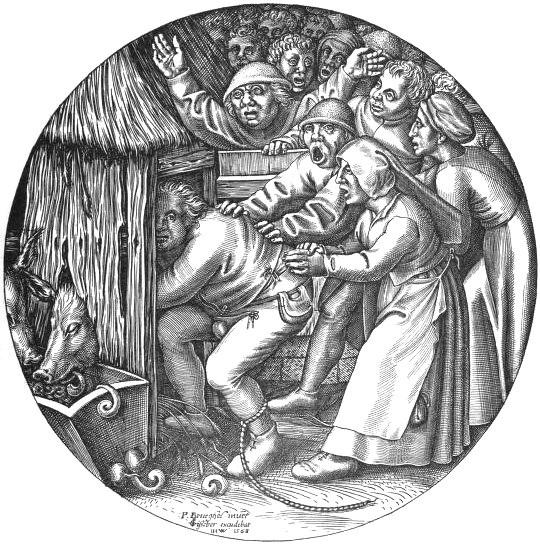
Пьяницу затолкали в свинарник. По оригиналу П. Брейгеля Старшего. 1568. Офорт
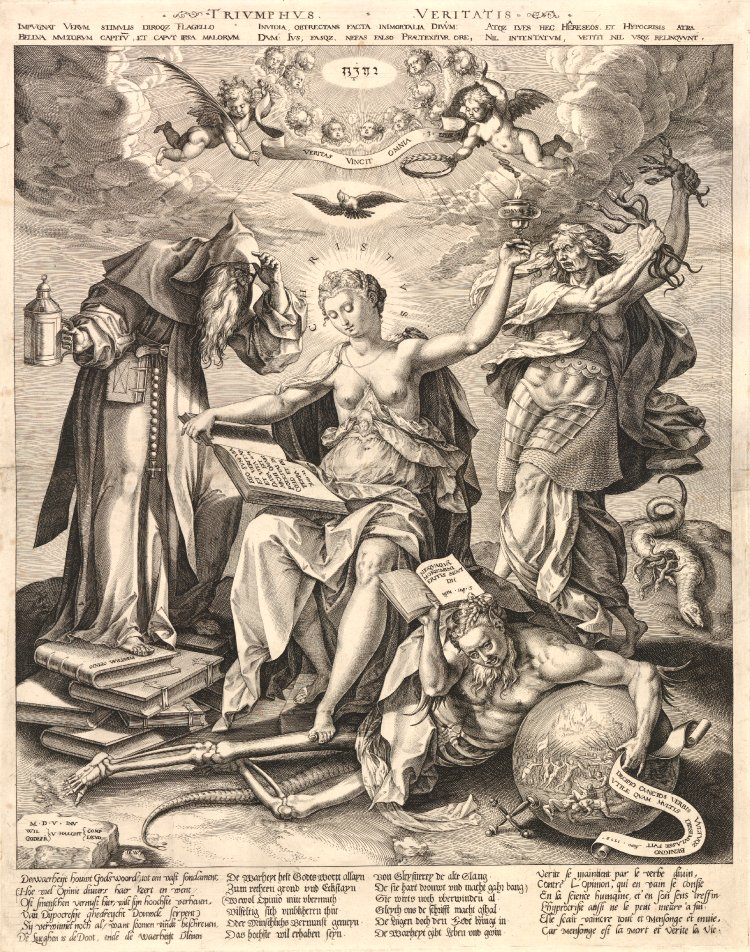
Триумф истины. По оригиналу М. Де Воса. 1579. Офорт